# One Is a Lonely Number
One Is a Lonely Number, também conhecido como Two Is a Happy Number (bra: Esposas Abandonadas) é um filme estadunidense de 1972, do gênero drama, dirigido por Mel Stuart, e estrelado por Trish Van Devere, Monte Markham, Janet Leigh e Melvyn Douglas. O roteiro de David Seltzer foi baseado no conto "The Good Humor Man", de Rebecca Morris, publicado na revista The New Yorker em 1967.
A trama retrata a história de uma jovem mulher que luta para compreender por que seu marido a deixou, mantendo a esperança de que ele retorne para ela.
A produção marcou as estreias cinematográficas de Joseph Spano e Kathleen Quinlan, embora seu papel não tenha sido creditado.

## Sinopse
Após quatro anos de casamento em São Francisco, James Brower (Paul Jenkins), um professor universitário, surpreende sua jovem esposa, Amy Brower (Trish Van Devere), ao pedir o divórcio e partir imediatamente. Amy, sem saber dos sentimentos de seu marido, fica chocada, mas ainda o ama profundamente e deseja conquistá-lo de volta, independentemente dos motivos para ele querer o divórcio. Amy percebe que não está preparada para enfrentar a vida sozinha. Apesar de sua formação universitária, ela carece de habilidades profissionais comerciais e se vê encarregada de tarefas que antes eram responsabilidade de James no casamento. Além disso, percebe que muitos, especialmente homens, a veem como uma mulher jovem, atraente e agora vulnerável, dada sua recente situação.
Enquanto Amy navega por sua nova vida, ela recebe apoio de diversas pessoas, incluindo Gert Meredith (Janet Leigh), a cínica líder da Liga dos Divorciados do Condado de Marin; Joseph Provo (Melvyn Douglas), um viúvo idoso e proprietário da mercearia local, que oferece uma perspectiva valiosa sobre a vida após o fim do casamento; e Madge Frazier (Jane Elliot), sua melhor amiga, que está determinada a apresentá-la a homens interessantes. Enquanto isso, ela conhece Howard Carpenter (Monte Markham), um analista de computação de Nova Iorque, mas antes de seguir em frente, Amy precisa lidar com os aspectos legais e emocionais do divórcio, ao mesmo tempo que tenta aceitar que James não a quer mais.

## Elenco
- Trish Van Devere como Amy Brower
- Monte Markham como Howard Carpenter
- Janet Leigh como Gert Meredith
- Melvyn Douglas como Joseph Provo
- Jane Elliot como Madge Frazier
- Jonathan Lippe como Sherman Cooke
- Mark Bramhall como Atendente do Necrotério
- Paul Jenkins como James Brower
- A. Scott Beach como Frawley King
- Henry Leff como Arnold Holzgang
- Dudley Knight como Rei Lear
- Maurice Argent como Gerente de Piscina
- Thomas McNallan como Balconista de Hardware
- Joseph Spano como Conde de Kent
- Morgan Upton como Conde de Gloucester
- Kim Allen como Ronnie Porter
- Peter Fitzsimmons como Escriturário do Departamento de Emprego
- Christopher Brooks como Marvin Friedlander

Notas
- Kathleen Quinlan teve um pequeno papel não-creditado como a dublê de Trish Van Devere.[7][8]

## Produção
Os títulos de produção do filme foram "A Perfect Day for a Raspberry Ripple" e "Raspberry Ripple", que refletiam parte do enredo do conto em que o roteiro foi baseado, "The Good Humor Man" (1967), de Rebecca Morris, em que o amigo idoso da personagem principal era um sorveteiro. No filme, esse personagem, interpretado por Melvyn Douglas, tornou-se dono de uma mercearia.
As cenas da produção foram filmadas em locações em São Francisco.

## Recepção
O filme deveria ser o próximo sucesso do diretor Mel Stuart, que havia recentemente triunfado com "Willy Wonka and the Chocolate Factory" (1971) e duas comédias anteriores. No entanto, devido à natureza pessimista da história, a produção não teve um bom desempenho nas bilheterias. A Metro-Goldwyn-Mayer tentou alterar o título para "Two Is a Happy Number", como o filme também é notoriamente conhecido, mas isso não ajudou, o que fez o estúdio retirá-lo de circulação, com ele desaparecendo completamente das telas.
A revista Variety declarou que "Van Devere, surpreendentemente bela, projeta um calor credível, profundidade de caráter e muita sensualidade feminina. Suas cenas românticas com Monte Markham são tão elegantes quanto excitantemente eróticas".
Discutindo o fracasso comercial do filme, Trish Van Devere chamou-o de "uma vergonha", culpando James T. Aubrey, o polêmico presidente da Metro-Goldwyn-Mayer, por isso.

## Prêmios e indicações
| Ano  | Cerimônia     | Categoria                       | Indicado         | Resultado | Ref.          |
| ---- | ------------- | ------------------------------- | ---------------- | --------- | ------------- |
| 1973 | Globo de Ouro | Melhor atriz em filme dramático | Trish Van Devere | Indicada  | [ 13 ] [ 14 ] |